# Studzianki Nowe
Studzianki Nowe – przystanek kolejowy w Studziankach, w województwie mazowieckim, w Polsce. Znajdują się tu 2 perony.

## Ruch pasażerski[1]
| Rok  | Wymiana pasażerska na dobę |
| ---- | -------------------------- |
| 2017 | 150-199                    |
| 2018 | 200-299                    |
| 2019 | 300-499                    |
| 2020 | 200-299                    |
| 2021 | 200-299                    |
| 2022 | 300-499                    |
| 2023 | 300-499                    |

## Połączenia[4]
- Warszawa Gdańska
- Warszawa Zachodnia peron 8
- Nasielsk
- Modlin
- Legionowo
- Ciechanów
- Mława
- Działdowo